# Nedervetil

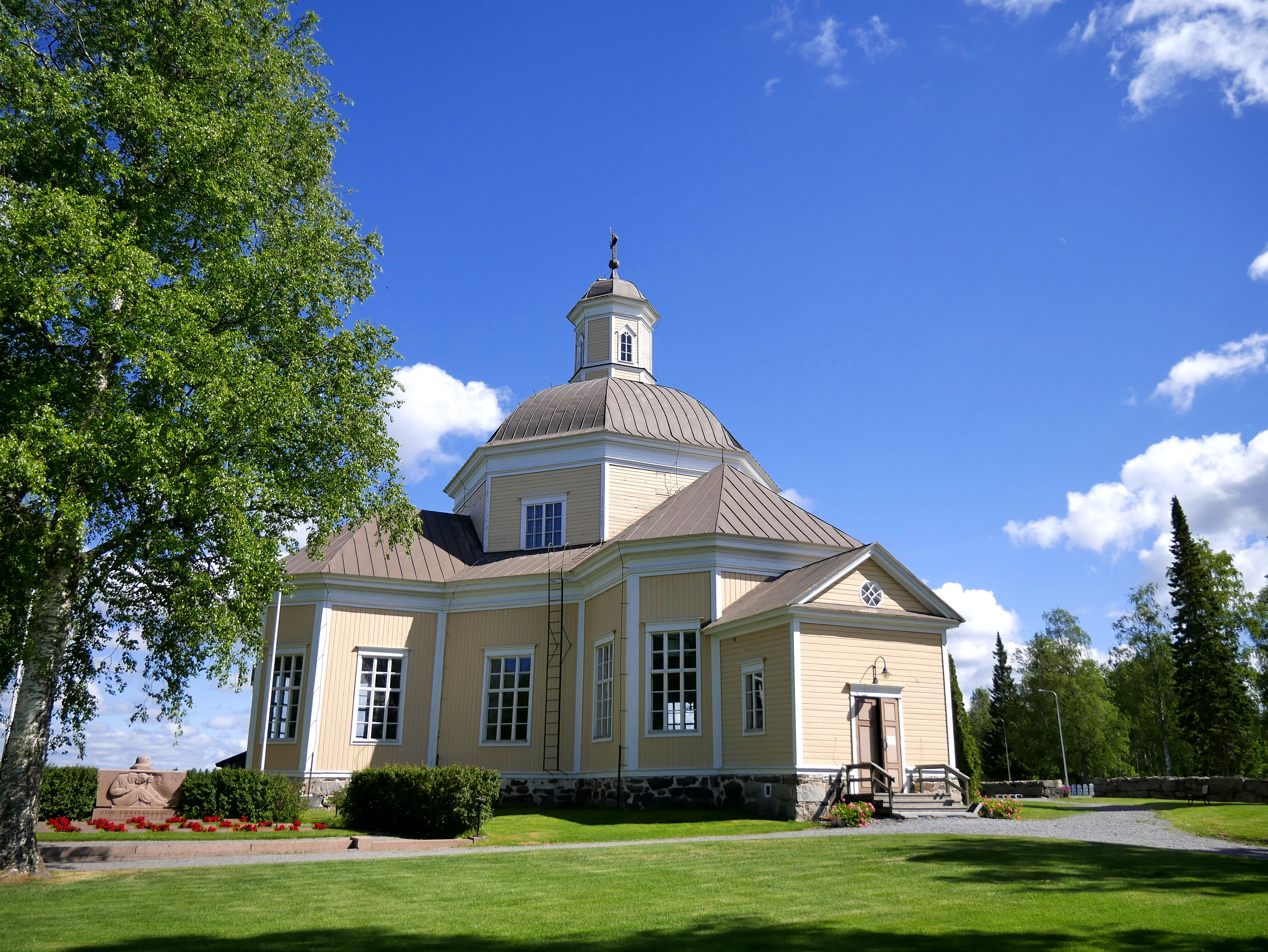
Kerk van Nedervetil

Nedervetil (Fins: Alaveteli) was tot 1969 een zelfstandige gemeente in Finland, maar is nu een deelgemeente van de gemeente Kronoby in de vroegere Finse provincie West-Finland en in de Finse regio (landschap) Österbotten. Na de fusie met de gemeente Terjärv gingen beiden op in Kronoby.
In Nedervetil liggen veel meren en door de gemeente stroomt de rivier Perho å (Fins: Perhonjoki).
Nedervetil is tweetalig met zijn eigen dialect van het Zweeds als meerderheidstaal (±85%) en Fins als minderheidstaal.
Dorpen en buurten

## Dorpen Nedervetil
Nedervetil
Norrby
Överby

Bovendien zijn Brännkärr, Gåsjärv, Haavisto, Jolkka, Murik, Tast en Emmes ook belangrijke buurten
Isokyrö · Jakobstad · Kaskinen · Korsholm · Korsnäs · Kristinestad · Kronoby · Laihia · Larsmo · Malax · Närpes · Nykarleby · Pedersöre · Vaasa · Vörå
Voormalige gemeenten:
Bergö · Björköby · Esse · Jeppo · Kvevlax · Lappfjärd · Maxmo · Munsala · Nederfetil · Nykarleby landskommun · Oravais · Övermark · Petalax · Pörtom · Purmo · Replot · Sideby · Terjärv · Tjöck · Vähäkyro · Vörå · Vörå-Maxmo